# NileRed
Найджел Браун (народився 7 вересня, 1991), відомий під псевдонімом NileRed, це Канадійський ютубер, відомий за його відео про хімію, в яких він демонструє незвичні реакції або ланцюги реакцій та речовини.

## Зовнішні посилання
- Канал NileRed на YouTube